# SPIRIT (2004年の映画)
『SPIRIT スピリット』は、2004年に公開された日本映画。

## 出演
- 玉木宏
- 高岡蒼佑（現：高岡奏輔）
- 岡元夕紀子
- 長谷川潤

ほか

## スタッフ
- 監督：大江利哉
- 脚本：鈴木雄一朗、渥美志保
- 音楽：田中裕之

## DVD
- SPIRIT スピリット (ASIN B0001E3EEO)
- SECRET OF 玉木宏 “SPIRIT”